# Ордер на життя
«Ордер на життя» — радянський німий художній фільм режисера Семена Тимошенка, що вийшов на екран 27 вересня 1927 року. Фільм не зберігся.

## Сюжет
Приватник Гирьов намагається порушити роботу елеватора. Він розробляє план. Його сестра Маргарита знайомиться зі службовцем елеватора Сергієм Колотіліним. Вона закликає його на вечірку. Сп'янілий Колотілін програє Гирьову ордер на велику партію товару, призначену селянам. Повернувшись додому, Колотілін намагається покінчити життя самогубством. Його сестра Віра запобігає самогубству. Колотілін благає Гирьова повернути ордер. Той ставить умову, що Колотілін повинен зупинити роботу елеватора. Після коливань Сергій погоджується. Працівникам елеватора вдається запобігти диверсію. Колотілін намагається сховатися, але гине під масою зерна, що обрушилася на нього. Віра викриває Гирьова. Він заарештований.

## У ролях
- Петро Кузнецов —  Гирьов, хліботорговець
- Олена Єгорова —  Маргарита, його сестра
- Петро Кириллов —  Сергій Колотілін, службовець елеватора
- Тетяна Гурецьк —  Віра, його сестра
- Микола Риболовлєв —  Груздь, прикажчик
- Василь Чудаков —  Чеботарьов, хлібний інспектор
- Іван Арбенін-Падохін —  Малюк, двірник

## Знімальна група
- Режисер: Семен Тимошенко
- Сценарист: Борис Ліпатов
- Оператори: Святослав Бєляєв і Сергій Іванов (2-й оператор)
- Художник: Борис Дубровський-Ешке